# Tibulle Desbarreaux-Bernard
Tibulle Desbarreaux-Bernard  (Toulouse, 20 de noviembre 1798 – Toulouse, 15 de febrero 1880) cuyo verdadero nombre era Tibulle Pellet-Desbarreaux, fue un médico, bibliófilo e historiador, con importantes trabajos sobre la Imprenta en el Languedoc y especialmente en Toulouse.

## Biografía
Nacido en 1798, hijo de Hyacinthe, entonces administrador del departamento del Haute-Garonne, y de Marie Bernard. El padre y la madre eran autores de piezas de teatro y comedias. Tibulle, se dedicó a la medicina pero, como médico, tuvo pocos clientes. Girando su orientación hacia la medicina legal, trató un paciente en « huelga de hambre » a quién visitó cada día durante los 63 días de su abstinencia. Después, tradujo al francés Normativo, y El pirata de Vincenzo Bellini, y se volcó hacia la Bibliofília. Fue historiador del libro toulousenc, publicando sucesivamente una Historia de la imprenta dentro de la Historia general del Languedoc, edición Privada, después un Catálogo de los Incunables (1878) y El Establecimiento de la imprenta a la provincia del Languedoc (1875).
Había revelado los Lanternistes las reuniones de los cuales precedieron el establecimiento de la Academia de Ciencias. Se casó con Jeanne-Claire Bastide, y cuando va que dar viudo, con Jeanne-Joséphine Pradiers. Era miembro correspondiente de la Sociedad de medicina de Toulouse, de la  Académie des Sciences Inscriptions te Bellas-Lettres de Toulouse y de la Société archéologique lleva Midi de la France.
Después de su óbito, la suyo muy rica biblioteca fue puesta en venta está adquirida en buena parte por las bibliotecas de Toulouse. El 1981, se puso su nombre  en una calle de Toulouse.

## Obras y bibliografía
- Catalogue des livres raras te précieux imprimés te manuscritos composant la bibliothèque de M. le Dr. Desbarreaux-Bernard de Toulouse, Paris. A. Labitte, 1879

- Armieux, Notice biographique sur le docteur Desbarreaux-Bernard, in MSAMF, 1883-1885, p. 26-29

- Guyon de Boudeville imprimeur à Toulouse (1541-1562), 1879

- Catalogue des incunablees de la bibliothèque de Toulouse rédigé par Desbarreaux-Bernard, 1878

- Établissement del imprimerie dans la province de Languedoc, 1875

- Un livre perdu te una palabra retrouvé par le Dr. Desbarreaux-Bernard, Toulouse, A. Chauvin te Hilos, 1874, 19 p.

- Étude bibliographique sur el édition lleva Speculum Quadruplex de Vincent de Beauvais attribuée à Jean Mentel huevo Mentelin, de Strasbourg, 1872

- La chasse aux incunablees, 1864

- De quelques livres imprimés ave s.XV, sur des papiers de différents formados

- Notice bibliographique sur Pierre Fabre... par Desbarreaux-Bernard (Tibulle), 1847.

- Las eaux thermales en Chine par le Dr T. D.-B. 2@e éd., 1870.